# Øster Svenstrup (parochie)
Øster Svenstrup is een parochie van de Deense Volkskerk in de Deense gemeente Jammerbugt. De parochie maakt deel uit van het bisdom Aalborg en telt 711 kerkleden op een bevolking van 790 (2004).
Historisch maakte de parochie deel uit van Øster Han Herred. In 1970 werd Øster Svenstrup opgenomen in de nieuw gevormde gemeente Brovst, die in 2007 opging in Jammerbugt.
Aaby · Alstrup · Bejstrup · Biersted · Brovst · Fjerritslev · Gjøl · Gøttrup · Haverslev · Hjortdal · Hune · Ingstrup · Jetsmark · Kettrup · Klim · Koldmose · Kollerup · Langeslund · Lerup · Øland · Øster Svenstrup · Saltum · Skræm · Torslev · Tranum · Vedsted · Vester Hjermitslev · Vester Torup · Vust